# Dorymyrmex pulchellus
Dorymyrmex pulchellus é uma espécie de formiga do gênero Dorymyrmex.